# Respiro corto
Respiro corto è un romanzo noir di Massimo Carlotto, pubblicato nel 2012 da Einaudi; ristampato più volte, è stato tradotto in Francia e Germania  .

## Trama
Il protagonista, Zosim Kataev, fa parte di un'organizzazione mafiosa russa coinvolta nello smaltimento illegale di materiale radioattivo proveniente da Černobyl'. Decide di eliminare i suoi complici e di fuggire in Europa con i proventi dell'attività. Per attuare il piano viene aiutato da membri del Federal'naja služba bezopasnosti (FSB), i servizi segreti russi, capitanati dal Gen. Vorilov, che ha l'intenzione di riciclare parte del bottino per sovvenzionare la lotta contro gruppi terroristici Ceceni.
Zosim si trasferisce a Marsiglia sotto falso nome (Aleksandr Peskov) dove riallaccia i contatti con i vecchi amici, Sunil Banerjee, Giuseppe Cruciani e Inez Theiller conosciuti all'università di Leeds anni addietro frequentando i corsi di economia. Il gruppo, autonominatosi Dromos Gang, sotto la copertura di affari leciti, ha da tempo avviato attività criminali quali il commercio di organi e lo smaltimento illegale di rifiuti. Zosim vorrebbe finalmente riunirsi a Inez, da tempo sua amante, tuttavia la sua libertà di azione subisce un freno; il Gen. Vorilov lo costringe a collaborare con una task force composta da membri dell'FSB con l'intenzione di sgominare una cellula terroristica cecena. Viene perciò costretto ad ubbidire agli ordini e sottostare alle attenzioni della feroce e determinata Ulita Vinogradova nell'attuazione dei piani dei servizi segreti russi. La task force russa riesce a catturare una coppia di contrabbandieri della Transnistria che rifornivano di armi gli arsenali ceceni. Ulita sottopone a tortura i due e, grazie alle rivelazioni ottenute, cattura una latitante terrorista cecena. Nell'attuazione dei loro piani però si intromettono, senza volerlo, nei progetti dell'anziano malavitoso marsigliese, Armand Grisoni, che annienterà il gruppo di fuoco russo.
Nel frattempo Ciudad del Este, in Paraguay Esteban Garrincha, braccio destro di un importante trafficante di droga, quest'ultimo appartenente alla Triade cinese, decide anch'egli di affrancarsi da questi, nel tentativio di rilevarne le attività. Il suo piano tuttavia fallisce e, dopo aver contribuito all'uccisione del boss da parte di una cosca avversaria fujanese, è costretto a riparare precipitosamente a Marsiglia. Per pagarsi la protezione durante la fuga ed i documenti falsi per l'espatrio, accetta di ingerire dei boli di cocaina da contrabbandare in Francia. Anche questo piano fallisce immediatamente. Appena arrivato in territorio francese, viene infatti scoperto dal commissario Bernadette Bourdet, da questi costretto sotto tortura a confessare i crimini passati ed a diventare il confidente della Brigade anti-criminalité della polizia francese. Coperto da Bourdet e dal suo gruppo, riesce in breve tempo a ritagliarsi un rilevante ruolo nello spaccio di droga nella città francese, eliminando fisicamente la concorrenza. Il vero piano del commissario consiste nello scoraggiare il moltiplicarsi di nuove realtà criminali, di difficile smantellamento da parte della polizia; per far questo non esita ad impiegare ogni mezzo consentito o illecito. Grazie ad una soffiata di Grisoni, un anziano e potente malavitoso marsigliese, Bourdet cattura Zosim e affidandolo alle "cure" di Garrincha. La poliziotta cerca di ottenere con tale metodo le prove dei suoi sospetti, ovvero la collaborazione del russo e dei suoi amici nei loschi affari della cricca Bremond, un gruppo di criminali appartenenti alla ricca borghesia marsigliese, coperti da una trama di potenti amicizie, da tempo nel mirino della Bourdet. Zosim però riesce a contrattare con Garrincha la liberazione, dietro pagamento di un'ingente somma, ed a scappare all'estero dove cambierà nuovamente identità dopo essersi sottoposto a un intervento di chirurgia plastica. Il nuovo aspetto, tuttavia non viene accettato da Inez, mettendo irrimediabilmente fine alla loro storia d'amore.
Garrincha viene fatto rimpatriare in Paraguay dalla vendicativa poliziotta, dove sarà  giustiziato dai suoi ex compari traditi.
La Dromos Gang, avendo perso tutto il denaro accumulato nei passati crimini, a causa della precipitosa fuga, cercherà nuove attività criminali per rifarsi.
La fine della storia è aperta e l'autore non esclude un seguito.

## Personaggi
Zosim KataevAlias Aleksandr Peskov, ex membro di una cosca mafiosa russa, impegnato nel riciclo di legname radioattivo proveniente da boschi contaminati. Spalleggiato dai servizi segreti russi, tradisce i suoi complici facendoli sterminare dagli uomini del Generale Vorilov. Spera così di poter finalmente ricongiungersi con l'amante Inez e di poter investire, insieme ai vecchi amici Sunil e Giuseppe, il denaro sottratto alla mafia russa in altre attività. Diventa invece succube di ricatti dei servizi segreti russi e pedina dei loro piani contro un'organizzazione terroristica cecena.
Sunil BanerjeeDi origini parsi, mente criminale del gruppo, proveniente da una famiglia proprietaria di una catena di ristoranti in tutta Europa.
Giuseppe CrucianiDi origini campane, proveniente da una cosca di camorra, e avviatosi nel campo della chirurgia come copertura al commercio di organi per trapianti.
Inez TheillerAlgida e bellissima svizzera, proveniente da una famiglia di banchieri, è la mente amministrativa ed economica del gruppo, da anni amante segreta di Zosim.
Bernadette BourdetCommissario di polizia, detta B.B., "brutta, ribelle, cattiva e lesbica". Porta avanti una sua personale guerra contro la criminalità marsigliese, nella speranza di accumulare sufficienti prove per incastrare la cricca Bremond, una banda di rispettabili criminali coperti da una trama di potenti amicizie.
Esteban GarrinchacAlias Juan Santucho, ex sottufficiale dell'esercito paraguaiano, trafficante di droga e spacciatore, tenta di imporsi sul mercato di Marsiglia ingaggiando una lotta senza scrupoli contro i criminali locali.
Armand GrisoniCriminale di vecchio stampo, impone la sua autorità su tutta Marsiglia, il suo potere è continuamente messo in discussione dalle nuove bande di trafficanti di droga.
Tenente Ulita VinogradovaAlias Ida Zhudrick, soprannominata "la tigre del materasso", dominatrice implacabile e con insaziabili appetiti sessuali, capo della cellula marsigliese dell'FSB, aiuta Zosim a fuggire dalla cosca mafiosa russa ed a sottrarre un'ingente somma di denaro, per poi asservirlo, con il ricatto, agli scopi del generale Vorilov, di cui lei è il braccio destro.
Generale VorilovAi vertici dei servizi segreti dell'FSB, impiega i suoi uomini non solo nella lotta al terrorismo ceceno ma, a causa dei continui tagli al bilancio, ad attività illecite nella continua ricerca di denaro utile alla causa nazionale russa.
Etush ProkhorEx spetsnaz, membro dell'SFB, fa parte della squadra del tenente Vinogradova agli ordini di Vorilov.
Kalisa MektinaSpecialista in interrogatori, membro della squadra di Vinogradova agli ordini del generale Vorilov.
Georgij LaurovEsperto in telecomunicazioni ed elettronica, membro della squadra di Vorilov.
Baptiste TarpinIspettore, collaboratori fidato del commissario Bourdet.
Adrien BrainardPoliziotto della squadra di Bourdet.
Gerard DelpechMembro della squadra di Bourdet, insieme ai fidati colleghi la supportano in tutte le decisioni e la spalleggianmo senza tentennamenti in ogni azione.

## Ambientazione
La maggior parte delle vicende del romanzo si svolgono nella Marsiglia di oggi. La città è stata scelta dall'autore perché portata all'attenzione della cronaca nera a causa della sanguinosa lotta tra le varie organizzazioni criminali per la conquista di sempre nuove piazze di spaccio nella città. La battaglia tra le bande ha una portata tale da mutare gli assetti e gli equilibri della città francese. Per la preparazione del romanzo l'autore si è recato varie volte a Marsiglia dove, per alcune vicende narrate, ha tratto spunto da eventi reali accaduti e ha inoltre visitato molti dei luoghi descritti nel romanzo, per la preparazione del quale nel corso di due anni, ha messo a frutto l'esperienza maturata quale giornalista.
L'idea di fondo dell'opera è la trasformazione delle attività illecite e la nuova generazione di malavitosi, cresciuti e preparati nelle facoltà delle maggiori università europee, dove ha appreso i fondamenti per un diverso business criminale. Una nuova mentalità che ha determinato un progressivo distacco dalle arcaiche tradizioni mafiose per imboccare nuove strade in ogni caso aberranti e disumane.
Agiscono in antitesi due diverse filosofie criminali, due diverse visioni del mondo: giovani rampanti, che vogliono imporsi sulla vecchio guardia della malavita, scalzandola dalle posizioni di potere, rimpiazzandola nel comando delle attività criminali globali.

## Edizioni
- Massimo Carlotto, Respiro corto, 1ª ed., Einaudi Stile Libero-Big, 2012,  p. 201, ISBN 978-88-06-19211-2.